# Категории безопасности заключённых в Соединённом Королевстве
В Соединённом Королевстве заключённые делятся на четыре категории безопасности. Каждому взрослому заключённому в тюрьме присваивается своя категория, в зависимости от совершённого преступления, приговора, риска побега и склонности к насилию. Категория прямо зависит от тяжести свершённого преступления.
В Соединённом Королевстве существует три различных тюремных службы и отдельные службы для трёх зависимых территорий Короны. Тюремная служба Её Величества управляет тюрьмами в Англии и Уэльсе, а также выполняет функции Национальной службы по делам правонарушителей в Англии и Уэльсе. Тюрьмы в Шотландии находятся в ведении Шотландской тюремной службы, а тюрьмы в Северной Ирландии находятся в ведении Тюремной службы Северной Ирландии. На острове Мэн и Нормандских островах есть свои собственные тюремные администрации.

## Категории заключённых в Англии и Уэльсе
Тюрьмы в Англии и Уэльсе делятся на несколько категорий в зависимости от возраста, пола и степени безопасности содержащихся в них заключённых.

### Взрослые заключённые мужского пола
Взрослым заключённым мужского пола (в возрасте 18 лет и старше) сразу после попадания в тюрьму назначается категория безопасности. Эти категории основаны на сочетании типа совершённого преступления, срока наказания, вероятности побега и опасности для населения в случае побега. Существуют четыре категории:
| Тип тюрьмы      | Категория                | Описание тюрьмы |
| --------------- | ------------------------ | --- |
| Закрытая тюрьма | А (Высокая безопасность) | Те, чей побег был бы очень опасен для общества или национальной безопасности. Правонарушения, которые могут привести к рассмотрению для категории A или ограниченного статуса, включают: попытки убийства, непредумышленное убийство, умышленное ранение, изнасилование, похищение, непристойное нападение, ограбление или заговор с целью ограбления (с применением огнестрельного оружия), правонарушения с применением огнестрельного оружия, импорт или поставка контролируемых наркотиков класса A, владение или поставка взрывчатых веществ, правонарушения, связанные с терроризмом и правонарушениями согласно Закону о государственной тайне. |
| Закрытая тюрьма | B                        | Те, кто представляют опасность для населения, но могут не требовать максимальной безопасности, но которым побег по-прежнему должен быть очень затруднён. |
| Закрытая тюрьма | C                        | Тем, кому нельзя доверять в открытых условиях, но кто вряд ли попытается сбежать. |
| Открытая тюрьма | D                        | Тем, кому можно разумно доверять, что они не попытаются сбежать, и которым даётся привилегия открытой тюрьмы. Заключённые в «D Cat». (как это обычно известно) тюрьмы, при условии утверждения, получают ROTL (Release On Temporary License) для работы в сообществе или для выхода в «отпуск на родину» после того, как они пройдут FLED (Full License Eligibility Dates), после отбытия четверти срока заключения. |

Тюрьмы категорий A, B и C называются закрытыми тюрьмами, а тюрьмы категории D называются тюрьмами открытого типа.
Заключённые категории A далее делятся на стандартный риск, высокий риск и исключительный риск в зависимости от их вероятности побега.
Заключённые под стражу содержатся в условиях Категории B, за исключением некоторых из тех, кого привлекают к суду за тяжкие преступления. Эти люди содержатся в условиях «временной категории А».

### Список побегов заключённых
Заключённые, которые предпринимали активные попытки к побегу из-под стражи, включаются в список побегов тюрьмы. Эти заключённые (иногда называемые «мужчинами из категории E» или «мужчинами из списка E») должны носить отличительную яркую одежду при перемещении как внутри, так и за пределы тюрьмы и быть скованными наручниками. Кроме того, они должны часто менять камеры и убирать одежду и часть личного имущества из камеры, прежде чем их запирают на ночь.

### Взрослые заключённые женского пола
Женщины также делятся на четыре категории. Это следующие категории:
- ограниченный статус аналогичен категории А для мужчин;
- закрытый режим для женщин, которым не требуется ограниченный статус, но для которых побег должен быть очень трудным;
- полуоткрытый режим был введён в 2001 году и предназначен для тех, кто вряд ли попытается сбежать, но ему нельзя доверить пребывание в тюрьме открытого типа. Этот тип отбытия наказаний был отменён. (HMP Morton Hall и HMP Drake Hall были повторно обозначены как закрытые в марте 2009 года.);
- открытый — для тех, кому можно спокойно оставаться в тюрьме[что?].

Содержание заключённых в следственных изоляторах всегда проходит в закрытых тюрьмах.

### Дети и молодёжь
Когда дети и молодые люди осуждаются или помещаются под стражу, они могут быть отправлены в один из четырёх типов учреждений в зависимости от их потребностей, возраста, уязвимости и характера преступления, в котором они были обвинены или осуждены:
- Безопасные учебные центры (STC): частные учебные центры для заключённых мальчиков и девочек в возрасте от 12 до 17 лет.
- Безопасные детские дома (SCH): управляемые местными органами управления детскими службами и одной благотворительной организацией, они ориентированы на удовлетворение физических, умственных, эмоциональных и поведенческих потребностей уязвимых заключённых мальчиков и девочек в возрасте от 10 до 17 лет. Не все дети, содержащиеся в ВРК, обязательно были осуждены за преступления как таковые, некоторые содержатся под стражей в соответствии с Законом о детях 1989 года по таким причинам, как высокий риск их уязвимости перед жестоким обращением, наркотиками и проституцией, опасность, которую они представляют для себя или других, или из-за того, что они сбегали из менее безопасного жилья, например из обычных небезопасных детских домов.
- Учреждения для несовершеннолетних правонарушителей (YOI): управляются в основном тюремной службой HM и некоторыми частными компаниями, они принимают только мальчиков в возрасте 15—17 лет, которые были осуждены или заключены под стражу. Как правило, они в большей степени основаны на «тюрьмах» и в меньшей степени ориентированы на потребности в области здравоохранения и образования лиц, содержащихся в местах лишения свободы, с более низким соотношением персонала и заключённых по сравнению с ПВК и ВСЗ. Эти учреждения работают и управляются почти так же, как учреждения для несовершеннолетних правонарушителей, за исключением того, что они принимают только мальчиков в возрасте 15—17 лет. Девочки в возрасте 15—17 лет не содержатся в YOI, вместо этого они содержатся либо в STC, SCH или в женских тюрьмах для взрослых, но содержатся в отдельных помещениях по отношению к женщинам старшего возраста.
- Учреждение Её Величества для молодых правонарушителей (YOI) — управляется в основном тюремной службой Её Величества и некоторыми частными компаниями, оно принимает молодых мужчин и женщин в возрасте от 18 до 21 года (но иногда и старше, если это сочтено целесообразным, и задержанному лицу осталось немного времени отбытия срока заключения по их приговору, обычно — до 12 месяцев), которые были осуждены или заключены под стражу. Как правило, они в большей степени основаны на «тюрьмах» и в меньшей степени ориентированы на потребности в области здравоохранения и образования лиц, содержащихся в местах лишения свободы, с более низким соотношением персонала и заключённых по сравнению с ПВК и ВПЗ. Эти учреждения работают и управляются почти так же, как тюрьмы для взрослых, за исключением того, что они предназначены только для молодых людей в возрасте 18—21 лет.

## Категории заключённых в Шотландии
С 2002 года в Шотландии заключённых относят к одной из трёх категорий:
- высокий уровень надзора: лицо, для которого все действия и передвижения должны быть санкционированы, контролироваться и контролироваться тюремным персоналом.
- средний надзор: лицо, деятельность и передвижение которого подлежат ограниченному надзору и ограничениям на местном уровне.
- низкий уровень надзора: лицо, деятельность и передвижения которого, указанные на местном уровне, подлежат минимальному надзору и ограничениям. Заключённые с низким уровнем надзора могут иметь право на временное освобождение и неконтролируемую деятельность в сообществе.

## Категории заключённых в Северной Ирландии
Заключённые (взрослые и молодые, мужчины и женщины) классифицируются аналогично английской и валлийской системе:
| Категория | Описание тюрьмы |
| --------- | --- |
| А         | Заключённые, побег которых был бы очень опасен для общества, полиции или безопасности государства.                                                                                                   |
| B         | Заключённые, для которых не требуются самые строгие условия безопасности, но для которых побег должен быть очень затруднён.                                                                          |
| C         | Заключённые, которым нельзя доверять в открытых условиях, но у которых нет ресурсов или воли для решительной попытки побега.                                                                         |
| D         | Заключённые, которым можно разумно доверять в открытых условиях. Однако, в настоящее время в Северной Ирландии нет тюрем открытого типа.                                                             |
| U         | Заключённые, находящиеся под стражей, ожидающие суда (также известные как «задержанные в суде») или ожидающие приговора, относятся к несекретным (U), хотя они помещены в условия категории A или B. |